# ياسمين شويخ
ياسمين شويخ (مواليد 1982) صحفية ومخرجة سينمائية جزائرية. فاز فيلمها الأول، في الدراما الرومانسية إلى آخر الزمان، بجائزة أفضل ميزة أولى في مهرجان واغادوغو للسينما والتلفزيون الأفريقي لسنة 2019 (FESPACO 2019).

## سيرة
ولدت ياسمين شويخ عام 1982 في الجزائر، ابنة المخرجة وكاتبة السيناريو يمينة بشير والمخرج محمد شويخ. تخرجت في علم النفس والتعليم. هي المديرة الفنية لمهرجان تاغيت الدولي للأفلام القصيرة.

## أفلام
- باب (الباب)، 2006. فيلم قصير.
- الجن ، 2010. فيلم قصير.
- الى آخر الزمان ، 2017.

## روابط خارجية
- ياسمين شويخ على موقع IMDb (الإنجليزية)
- ياسمين شويخ على موقع ألو سيني (الفرنسية)
- ياسمين شويخ على موقع قاعدة بيانات الفيلم (الإنجليزية)